# 香川県立図書館
香川県立図書館（かがわけんりつとしょかん/Kagawa Prefectural Library）は、香川県高松市の県立公立図書館である。

## 概要
香川県立図書館は、元々は1963年から高松市立中央公園横にあった。交通の便は良かったものの収蔵能力が30万冊と手狭で建物が老朽化したこともあり、敷地の広い旧高松空港跡地に移転を決定した。
1993年12月、旧高松空港跡地の香川インテリジェントパーク内に新館が完成。香川大学工学部の隣りにある。地下1階、地上4階で、開架22万冊、書庫100万冊に整備されている。
図書館は、「香川県立文書館」と一体の建築物。東棟に図書館・西棟に文書館を配し、エントランスホール・視聴覚ホール・駐車場・駐輪場などを共用する。

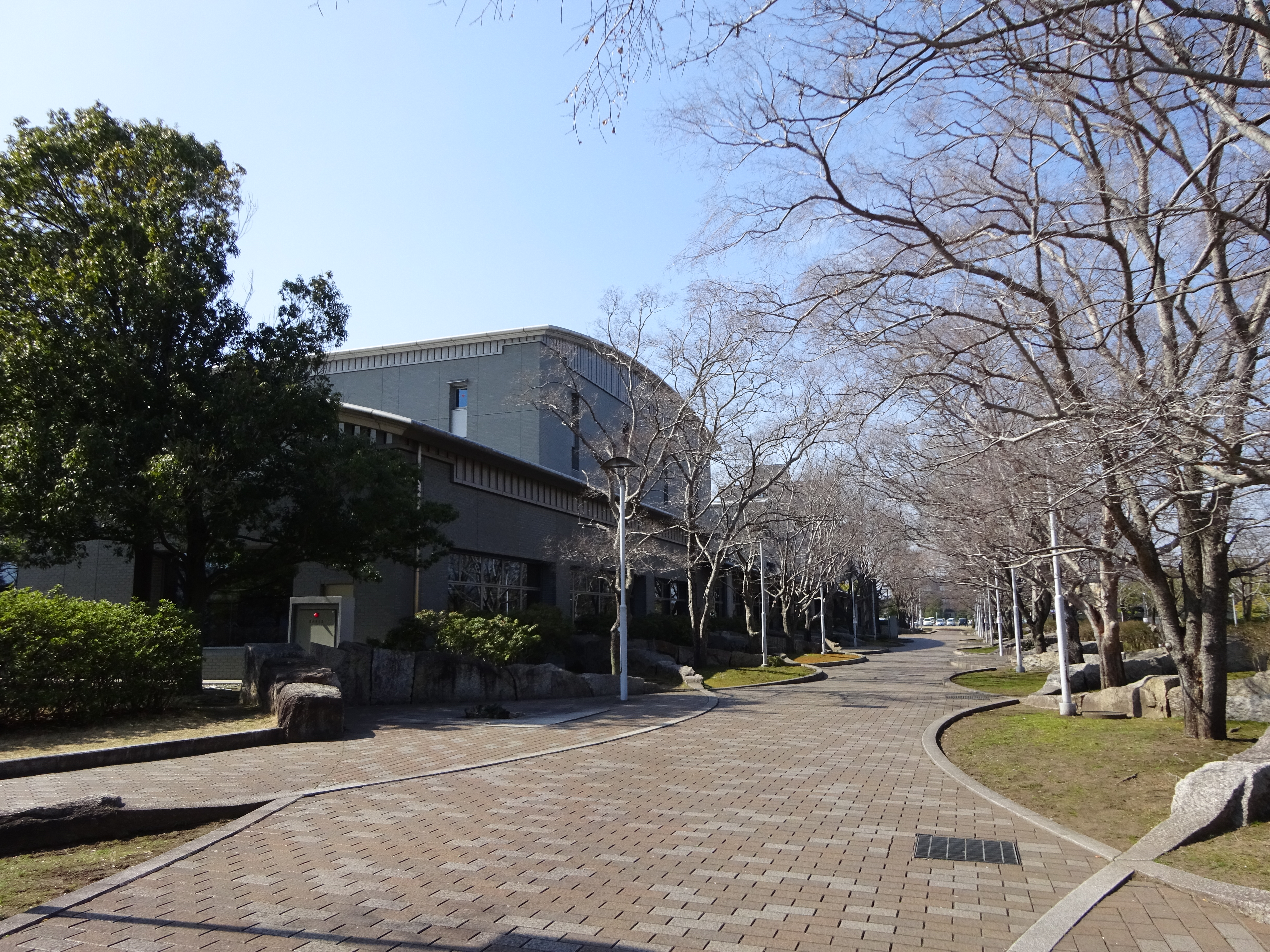
清風去来の庭(四月の前庭)

前庭のニレの並木の庭園 『清風去来の庭』は、枡野俊明の作品である。
エントランスホールの壁画 『霧の中』は、田中岑の作品である。

## 施設の案内・サービス

### 閲覧室
ワンフロアで、コーナーごとに資料を配架する。利用者端末機の検索により、資料の有無や配架場所を知ることができる。
- 閲覧室仕様 - 面積：3,419m2。開架能力：22万冊。席数：296席。AVブース：映像×10台・音声×6台。マイクロフィルムリーダープリンター×2台。インターネット端末×6台。商用データベース専用端末×2台。利用者端末機×9台を備える。
- 配架コーナー名 - 一般資料：参考資料：郷土資料：AV資料：デイジー資料：文庫・新書：大活字本：Young Generation：健やか生活応援：子育て支援：洋書：新聞・雑誌：国内・国際情報資料：児童資料に区分する。

### 郷土資料コレクション
- 空海資料 - 空海の著作・伝記・研究資料を重点に収集。13のテーマを中心に収集し、約3,000タイトルに上がる[1]。
- 二山（にざん）文庫 - 三野二山の蔵書。漢籍190部1,750冊および国書451部1,187冊を所蔵。漢詩が主である。
- 津島洋書文庫 - 元蔵相、津島壽一の蔵書。洋書509冊を所蔵。英仏駐在官のおり、任地で購入したものも多くふくまれる。
- 栂尾（とがのお）文庫 - 栂尾祥瑞の蔵書。父栂尾祥雲の蔵書を核とし、息子祥瑞が発展させた仏教芸術学を中心に2,876冊を所蔵。
- 大平文庫 - 大平正芳記念館（2015年閉館）から寄贈された、元内閣総理大臣の大平正芳の蔵書や著作・研究書・大平正芳記念賞受賞作品など8,593冊を所蔵[6]。

### 館外貸出サービス
個人貸出の利用者は、「資料貸出カード」が必要である。個人貸出を利用できるのは、香川県内の居住者および通勤者・通学者に限られる。
- 図書・雑誌 - 1人10冊以内、15日間
- CD - 1人3点以内、15日間

### 開館時間
- 火曜日～金曜日は、午前9時～午後7時[2]
- 土曜日・日曜日・祝休日は、午前9時～午後5時

### 休館日
- 月曜日（祝休日に当たるときは、その日後においてその日に最も近い休日でない日）および12月29日～翌年1月3日（年末年始）[2]
- 資料整理日（年間10日間）

## 沿革
- 1905年（明治38年） - 高松市七番町に「香川県教育会図書館」を開館[7]。
- 1917年（大正6年） - 高松市天神前147番地に「表誠館」が完成し、香川県教育会とともに移転[7]。
- 1934年（昭和9年） - 文部省より香川県立図書館の設置が許可され、香川県教育会図書館は香川県に移管。その後、数回にわたり移転[7]。
- 1963年（昭和38年） - 高松市五番町16番地（現・番町1丁目11-63）の「香川県立図書館」に移転、新館開館[7]。設計は芦原義信による[8]。
- 1994年（平成6年）3月28日 - 現在地の「香川県立図書館」に移転、新館開館[1]。旧図書館は移転後、1995年に香川国際交流会館（アイパル香川）となった[8]。

## 建築概要

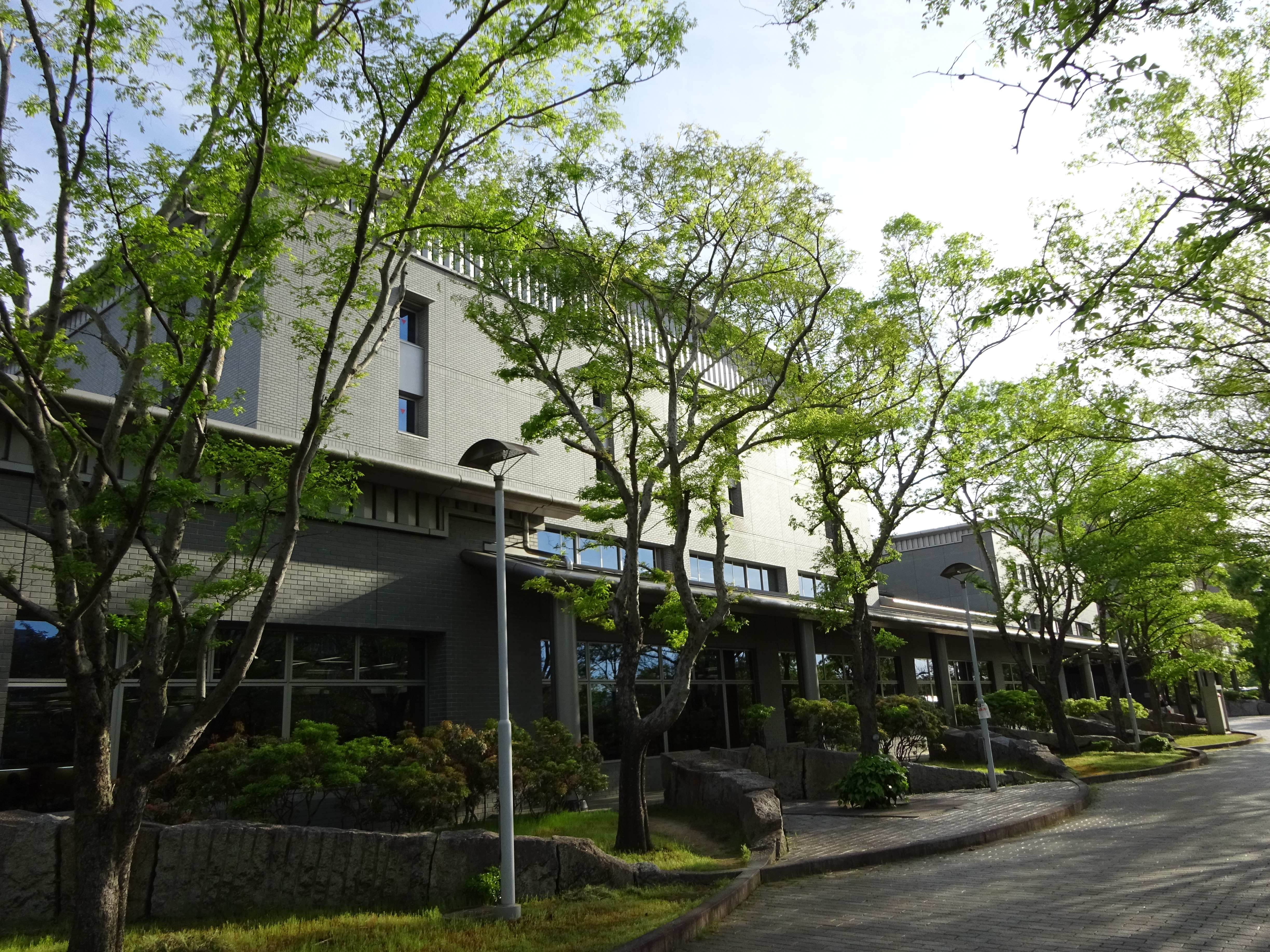
図書館（左棟）・文書館（右棟）

- 所在地：〒761-0393 香川県高松市林町2217-19　(香川インテリジェントパーク内)[1]
- 建設期間：着工1991年（平成3年）10月14日、竣工1993年（平成5年）12月20日
- 構造：鉄骨鉄筋コンクリート構造（SRC）
- 規模：地上4階、地下1階
- 収蔵能力：122万冊（開架：22万冊、書庫：100万冊）
- 敷地面積：19,396m2
- 建築面積：6,422m2
- 延床面積：14,120m2（図書館：9,562m2 文書館：4,558m2）
- 付属施設：駐車場×390台、駐輪場×約100台（図書館・文書館の供用）
- 設計・監理：香川県土木部建築課、㈱石本建築事務所 大阪支店
- 工事費：58億71,515千円

## その他
- 本建築物は1998年（平成10年）、公共建築協会選定の第6回公共建築賞「優秀賞」を受賞[9]。

## アクセス
- JR高松駅・ことでん築港駅またはことでん瓦町駅から、ことでんバスのレインボーロード経由サンメッセ・川島・西植田線、「県立図書館・文書館前」または「サンメッセ香川」で下車[1]。
- ことでん伏石駅から、ことでんバスの伏石駅サンメッセ線、「県立図書館・文書館前」で下車。
- 徒歩で、ことでん太田駅から約３キロメートル。